# Laranjeiras (Rio de Janeiro)
Laranjeiras is een van de oudste wijken in Rio de Janeiro. In de 17e eeuw werden er chácaras (kleine boerderijen) gebouwd naast de Carioca rivier, die vanuit het Floresta da Tijuca naar de Baai van Guanabara loopt. Vroeger werd de wijk Vallei van de Carioca genoemd.
De woonplaats van de gouverneur van de staat Rio de Janeiro (Palácio das Laranjeiras) bevindt zich in Laranjeiras. Tot 2003 huisde ook de voetbalclub Fluminense FC in de wijk en speelde in het Estádio das Laranjeiras, in 2003 verhuisde de club echter naar het Maracanã.

## Geografie
Laranjeiras ligt tussen de wijken Botafogo, Catete, Cosme Velho, Flamengo en Santa Teresa.

## Cultuur

### Bezienswaardigheden
- Estádio das Laranjeiras, stadion
- Parque Eduardo Guinle, park
- Praça São Salvador, plein met fontein

#### Paleizen
- Palácio das Laranjeiras, residentie van de gouverneur van de staat Rio de Janeiro
- Palácio Guanabara, zetel van de overheid van de staat Rio de Janeiro

## Galerij

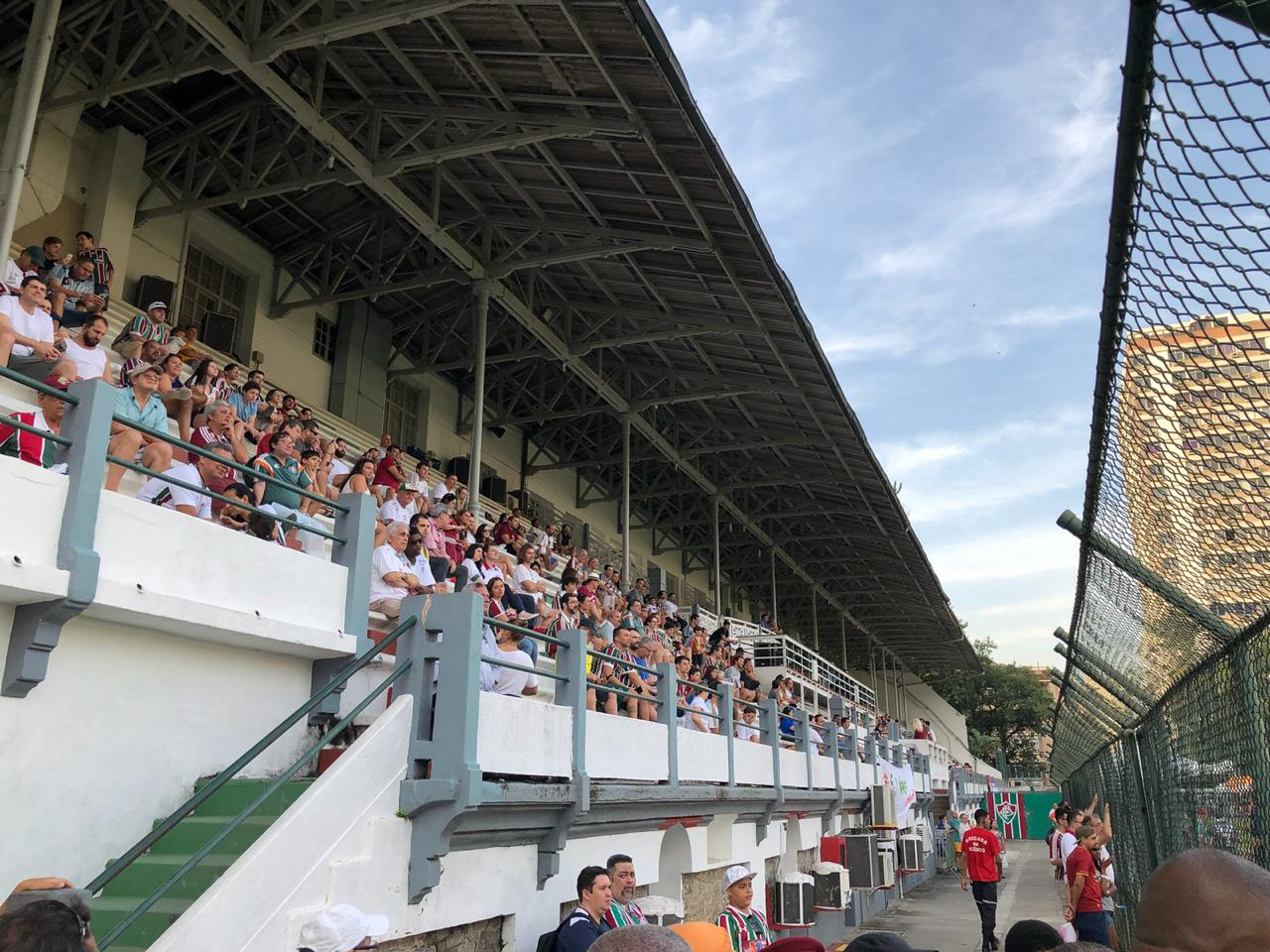
Tribune in het stadion Estádio das Laranjeiras
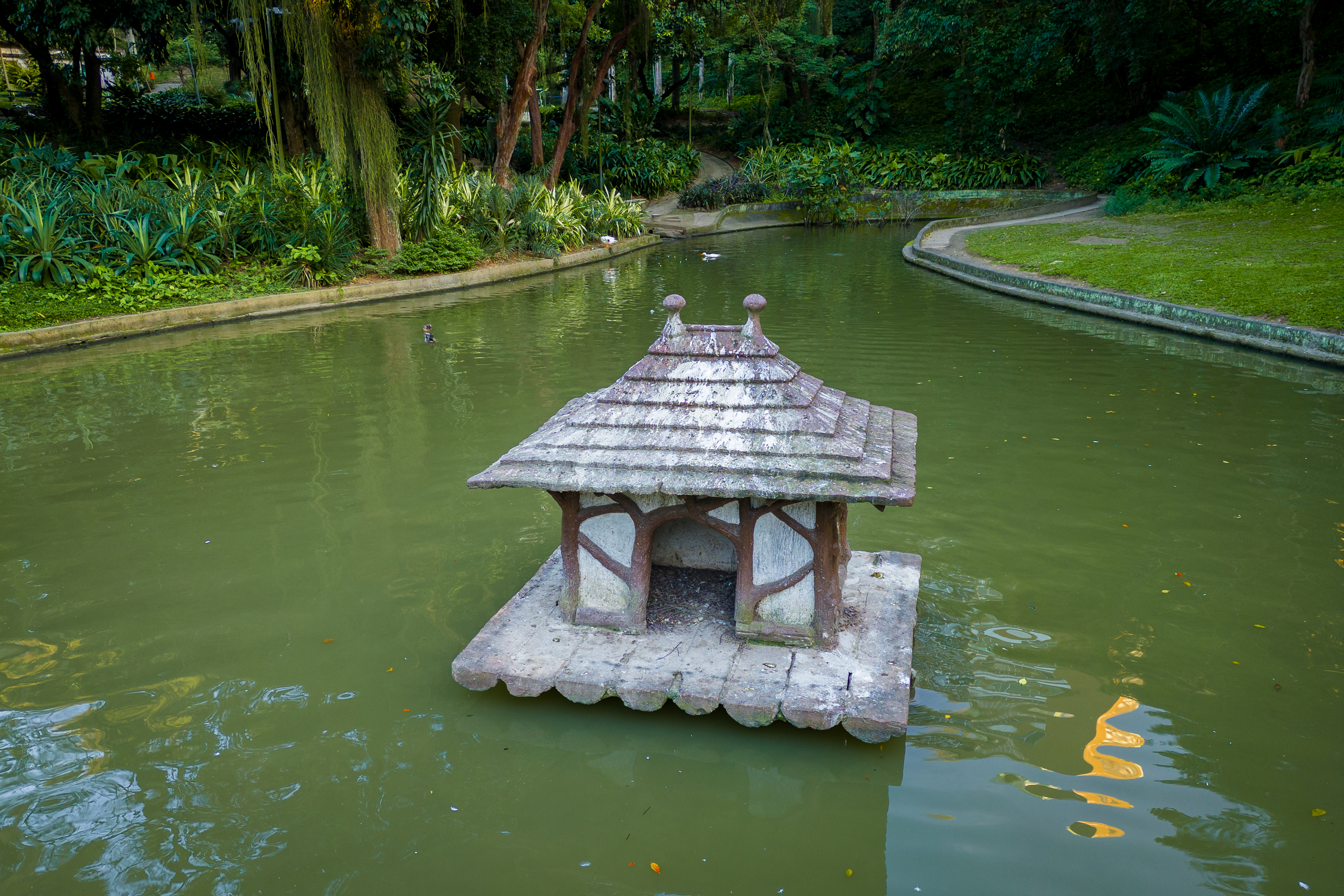
Casa dos Pássaros in de vijver van het park Parque Eduardo Guinle
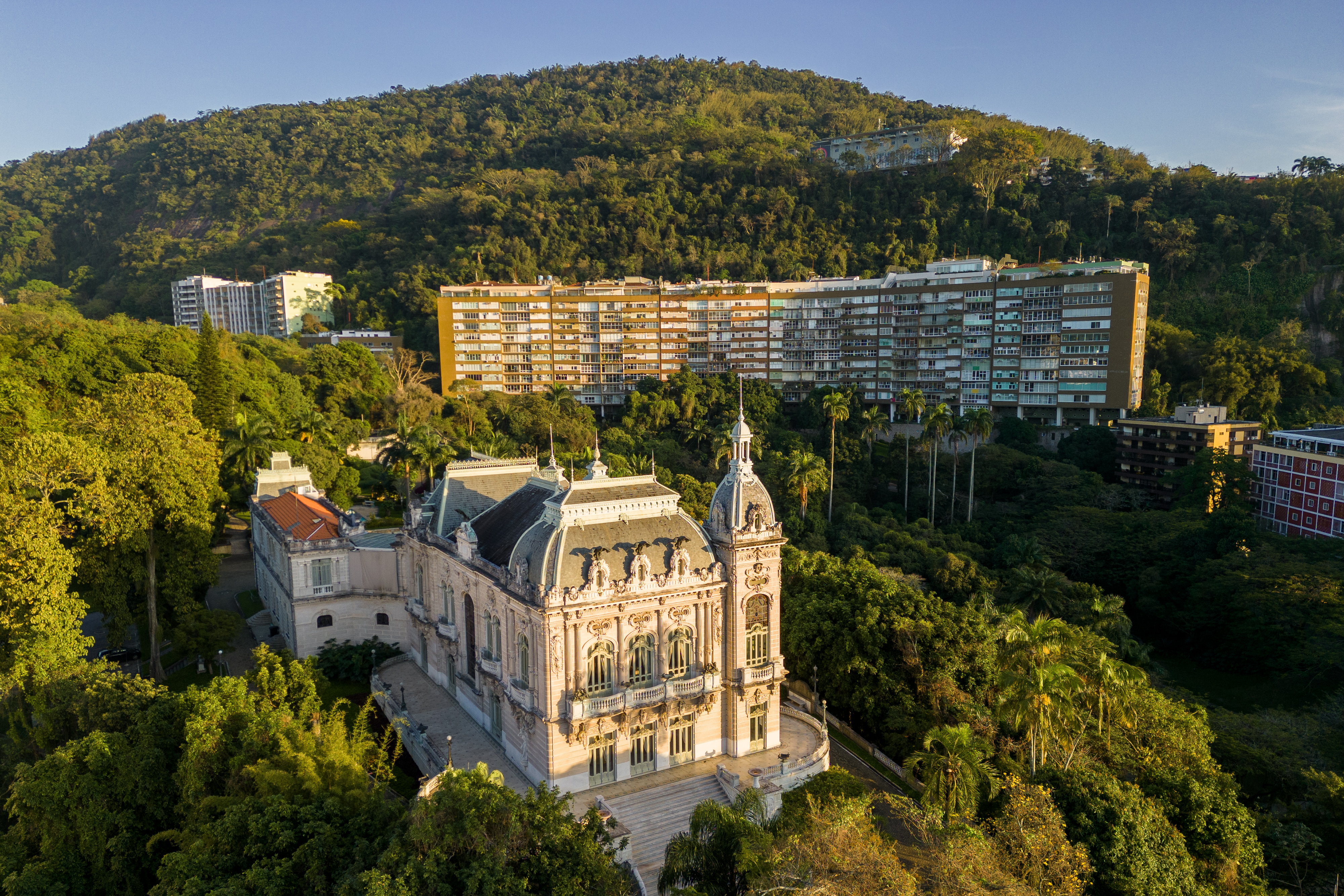
Palácio das Laranjeiras
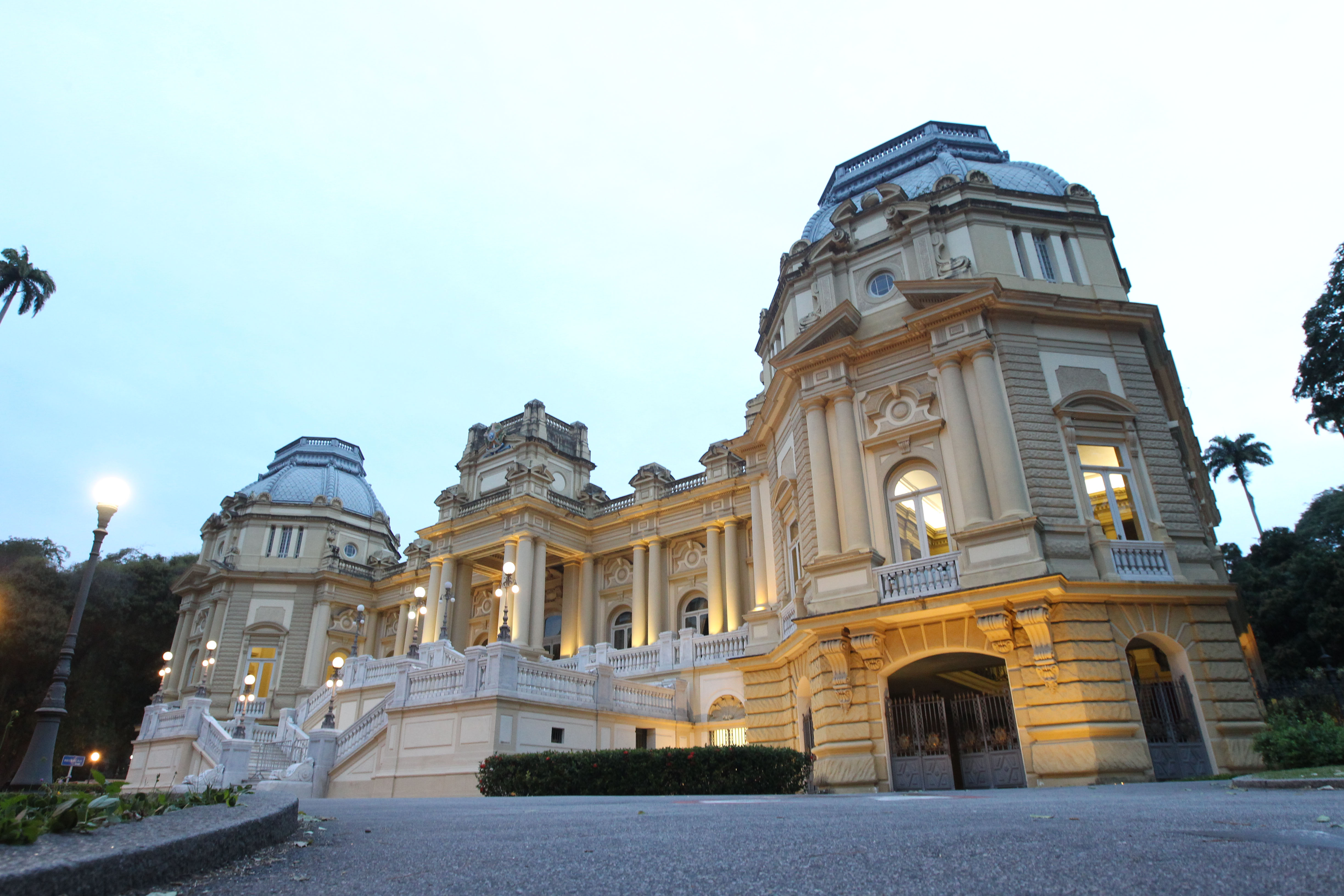
Palácio Guanabara